# 埃爾瓦 (伊利諾伊州)
埃爾瓦（英語：Elva）是位於美國伊利諾伊州迪卡爾布縣的一個非建制地區。該地的面積和人口皆未知。

## 地理
埃爾瓦的座標為41°51′51″N 88°46′34″W / 41.86417°N 88.77611°W，而該地的平均海拔高度為271米（即889英尺）。